# Sympetrum congoense
Sympetrum congoense är en trollsländeart som beskrevs av Aguesse 1966. Sympetrum congoense ingår i släktet ängstrollsländor, och familjen segeltrollsländor. Inga underarter finns listade i Catalogue of Life.